# Cabezas del Pozo
Cabezas del Pozo es un municipio y localidad española de la provincia de Ávila, en la comunidad autónoma de Castilla y León. El término municipal tiene una población de 82 habitantes (INE 2024).

## Geografía
En el norte de la provincia de Ávila, partido judicial de Arévalo, en la comarca de La Moraña. Históricamente perteneció a la Tierra de Arévalo
| Noroeste: Mamblas      | Norte: Bercial de Zapardiel | Noreste: Barromán    |
| Oeste: Mamblas y Cisla |                             | Este: Fuentes de Año |
| Suroeste: Cisla        | Sur: Bernuy-Zapardiel       | Sureste: Canales     |

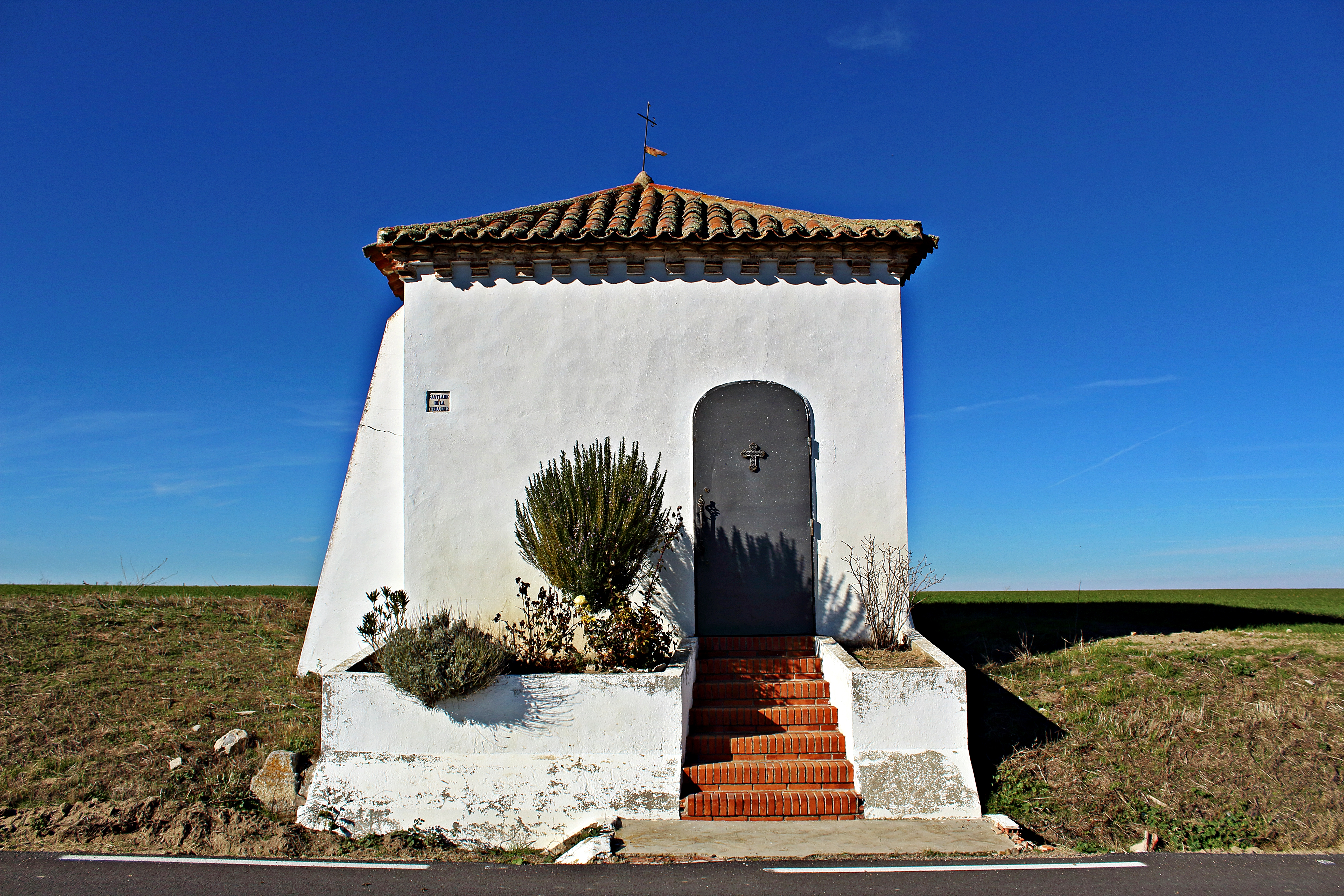
Santuario de la Vera Cruz

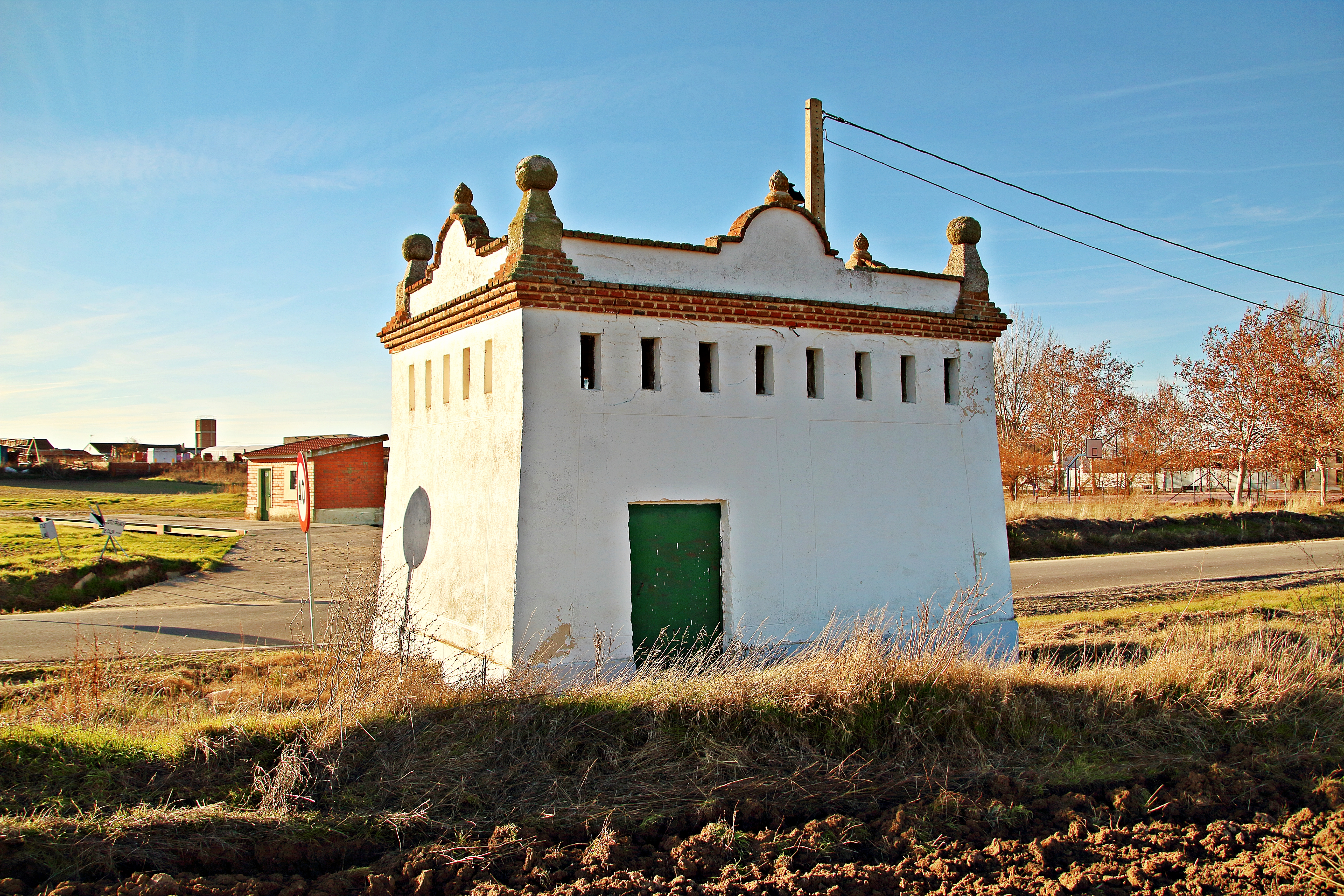
Pozo Bueno

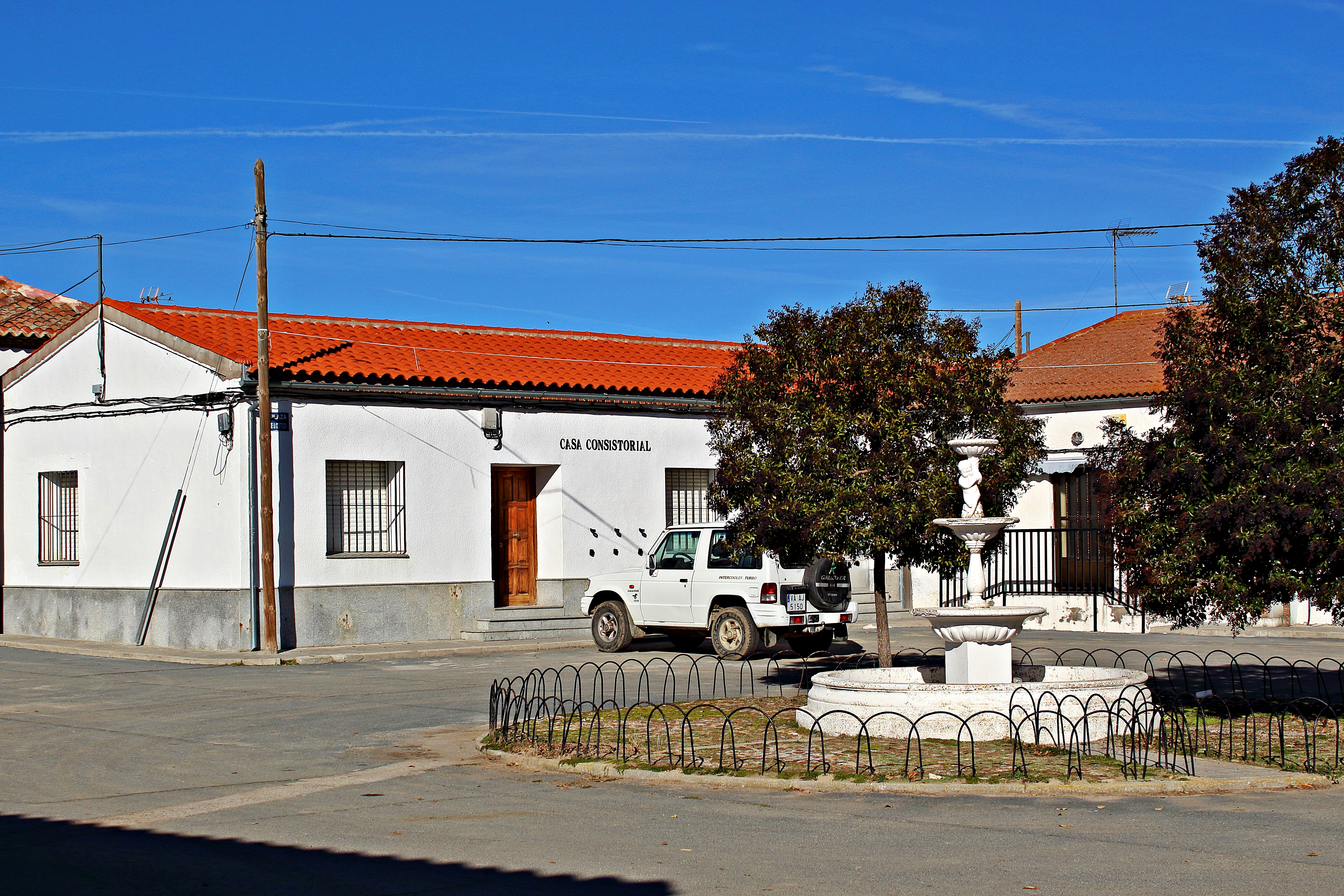
Casa consistorial

Tiene una superficie de 17,97 km², con una población de 83 habitantes y una densidad de 4,62 hab./km².
Presenta un clima continental mediterráneo con moderadas heladas en invierno y veranos calurosos. Se encuentra a una altitud de 843 m sobre el nivel del mar.

## Historia
El norte de la provincia de Ávila, perteneció al sexmo de aldeas de la Tierra de Arévalo (Universidad de Arévalo) desde la Edad Media hasta finales del siglo XIX.
Hacia mediados del siglo XIX, el lugar tenía contabilizada una población de 276 habitantes. Aparece descrito en el quinto volumen del Diccionario geográfico-estadístico-histórico de España y sus posesiones de Ultramar de Pascual Madoz de la siguiente manera:

CABEZAS DEL POZO: l. con ayunt. de la prov., adm. de rent. y dióc. de Avila (8 leg.), part. jud. de Arévalo (4), aud. terr. de Madrid (23), c. g. de Castilla la Vieja (Valladolid 14) sit. en terreno llano, le combaten todos los vientos y su clima es propenso á fiebres intermitentes: tiene 78 casas con las comodidades necesarias para el género de vida de sus hab., una donde celebra sus sesiones el ayunt.; plaza, calles bastante cómodas y limpias; un pozo muy hermoso de buen agua, de la que se utilizan los vec. para sus usos, haciéndolo para el de los ganados de una laguna que hay al pie del pozo, escuela de instruccion primaria comun á ambos sexos dotada con las rentas de una fundacion hecha por el señor Sanz Cuerva, cura párroco que fué de este pueblo, cuya fundacion tuvo por objeto asegurar la educacion de 8 niños pobres y una igl. parr., (la Asuncion de Ntra. Sra.) servida por un párroco cuyo curato es de segundo ascenso, de presentacion de S. M. en los meses apostólicos, y del ob. en los ordinarios; el cementerio se halla en parage que no ofende la salud pública. En los afueras de la pobl. hay 3 ermitas (Santiago, la Concepcion, y el Sto. Cristo de la buena muerte) de propiedad particular, con culto público á espensas de los fieles; confina el térm. con Fuentes de Año, Cabolla, Cisla, Fontiveros y Villanueva, el terreno en lo general es llano, y participa de tenaz y flojo, (fertilidad general 5 por 1.) comprende 3,200 fan. de tierra cultivadas y 80 incultas: de las cultivadas 650 de primera suerte destinadas á cebada y trigo; 840 de segunda á trigo y algarrobas y 1,710 de tercera á centeno; se siembra cada año la mitad de la tierra cultivada, y la otra mitad descansa; hay ademas algunos pastos, algun viñedo, y un monte bajo de propiedad particular: caminos los de pueblo á pueblo en mediano estado y la carretera que de Arévalo diríge á Alva de Tormes. El correo se recibe de la cab. del partido. prod.: trigo, cebada, centeno, algarrobas, garbanzos, vino y alguna que otra legumbre: mantiene ganado lanar y vacuno; cria liebres y perdices. ind.: algunas mujeres se dedican á elavorar encage blanco ordinario. comercio: la esportacion de los frutos sobrantes para los mercados de Arévalo, Peñaranda y Medina del Campo y del encage blanco para la prov. de Salamanca. pobl. 71 vec. 276 alm. cap. prod.: 1.130,750 rs. imp.: 45,230. ind. y fabril: 4,550. contr.: 14,409 rs. con 11 mrs.
(Madoz, 1846, p. 31)

Su nombre proviene de Cabezas: población o lugar principal y Pozo: por un pozo mudéjar que fue destruido en el año 1982, estaba considerado como uno de los pozos más antiguos de la comarca abulense de la Moraña, siendo posiblemente la mayor construcción de estas características. Existen varias casas renacentistas y en su iglesia barroca existen varios elementos mudéjares posiblemente de una construcción anterior. Antiguamente contaba con distintos establecimientos y comercios, tales como carpinterías, zapaterías, herrerías, talleres, cafeterías y farmacias.

## Demografía
Cabezas del Pozo cuenta con una población de 82 habitantes (INE 2024).
| Gráfica de evolución demográfica de Cabezas del Pozo entre 1842 y 2021                                                |
| |
| Población de derecho según los censos de población del INE. Población de hecho según los censos de población del INE. |

## Administración y política
| Periodo   | Nombre                     | Partido |
| --------- | -------------------------- | ------- |
| 2015-2019 | José Jacinto Illera Pastor | PSOE    |

### Evolución de la deuda viva
El concepto de deuda viva contempla solo las deudas con cajas y bancos relativas a créditos financieros, valores de renta fija y préstamos o créditos transferidos a terceros, excluyéndose, por tanto, la deuda comercial.
| Gráfica de evolución de la deuda viva del ayuntamiento entre 2008 y 2014                             |
| |
| Deuda viva del ayuntamiento en miles de Euros según datos del Ministerio de Hacienda y Ad. Públicas. |

La deuda viva municipal por habitante en 2014 ascendía a 0 €.

## Cultura
La fiesta es el día 25 de julio, San Santiago. Posee un cristo, una laguna, un bar y una iglesia barroca del siglo XVI. Cuenta con una asociación ASCAP (Asociación Sociocultural Cabezas del Pozo), la cual realiza diversas actividades a lo largo del año para fomentar la cultura popular